# Конспирация
Конспира́ция (лат. conspiratio, от conspirare — «тайно сговариваться, составлять заговор») — соблюдение, сохранение тайны какой-либо деятельности; принцип скрытности, секретности вообще; явление существования тайности, негласности.

## Конспирация и государство
«Политическое» использование термина исторически относится к временам Римской империи, в которой было немало заговоров и политических интриг.
По законодательству РФ, конспирация — один из принципов деятельности Службы внешней разведки РФ и Федеральной службы безопасности РФ.
Кроме того, государственные правоохранительные органы при осуществлении оперативно-розыскной деятельности (выполнение которой по определению предполагает негласность) также используют принцип конспирации. Например, скрываются личности сотрудников кадрового состава, ведомственная принадлежность подразделений, организаций, помещений и транспортных средств органов внешней разведки РФ; работники розыскных подразделений по принципам разведки внедряются в структуры преступной среды.
При осуществлении антигосударственной деятельности, нелегальные группировки также используют конспирацию, действуют скрытно. Не единожды случалось, что перед необходимостью конспирации оказывались религиозные организации (например, христианство в первый период своего существования).